# Зелем'янка (річка)
Зелем'я́нка (Желем'янка, Зелем'ячка) — річка в Українських Карпатах, у межах Стрийського району Львівської області. Права притока Опору (басейн Дністра).

## Опис
Довжина 10 км, площа басейну 30 км². Річка типово гірська. Долина вузька і глибока, заліснена. Річище слабозвивисте, кам'янисте, з багатьма перекатами і бистринами; є невеликі водоспади.

## Галерея

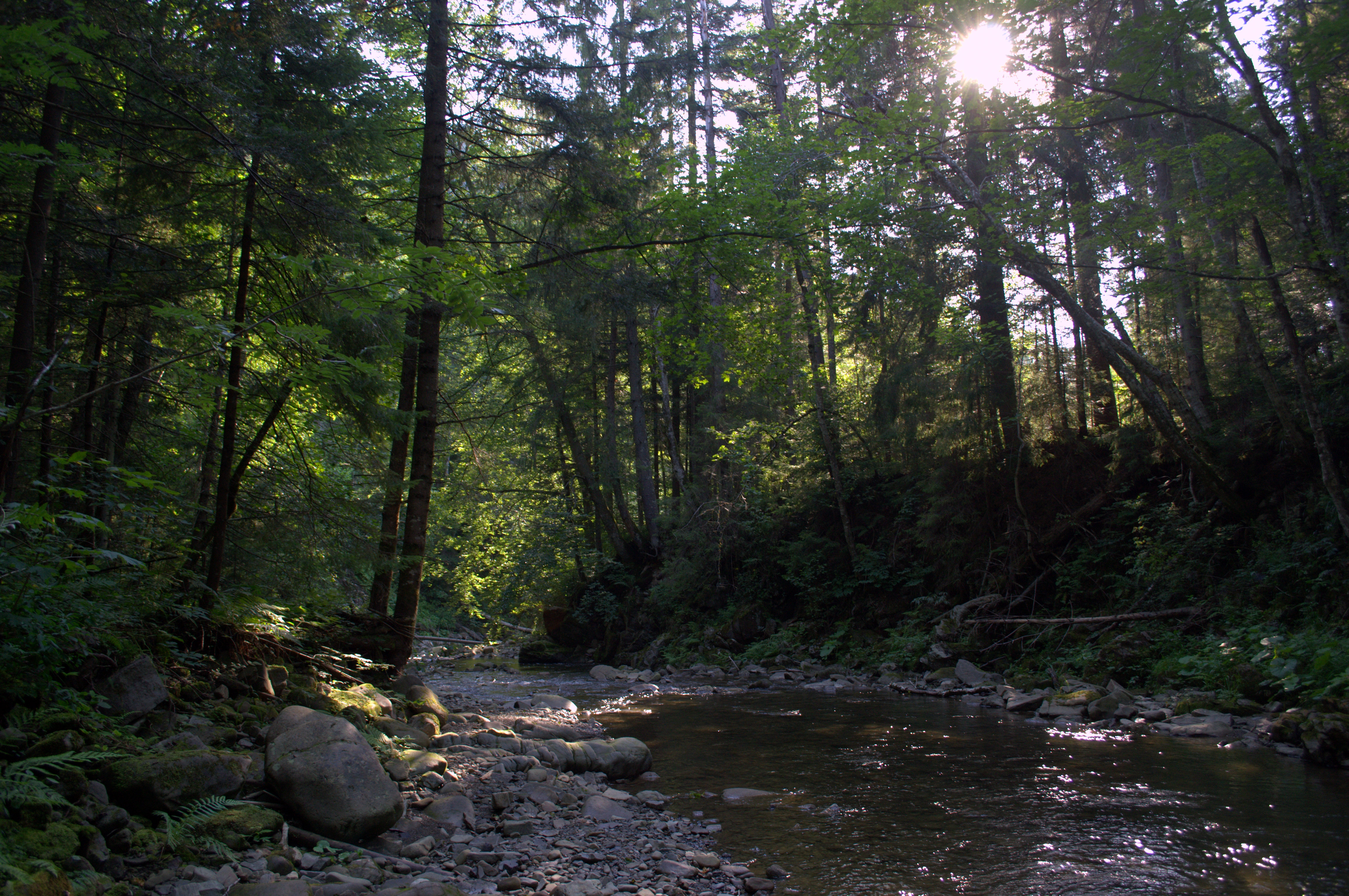
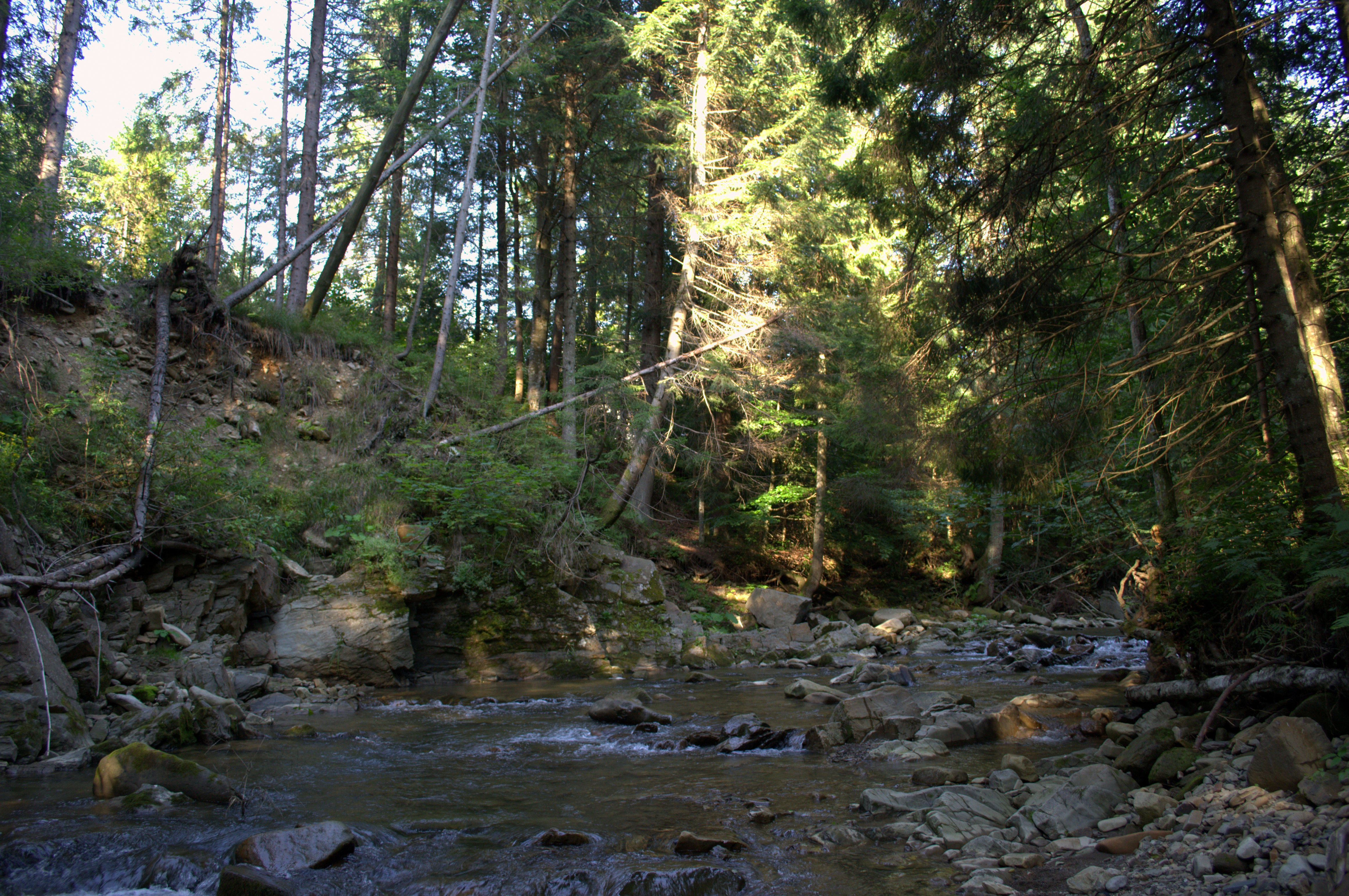

## Розташування
Зелем'янка бере початок при південно-східній частині хребта Зелем'янки (Сколівські Бескиди). Тече на північний захід, місцями — на захід. Впадає до Опору в північній частині села Тухлі.

## Притоки
- Тимшарів, Озирний (праві).